# Старі Тлявлі
Старі Тлявлі́ (рос. Старые Тлявли, башк. Иҫке Теләүле) — присілок у складі Шаранського району Башкортостану, Росія. Входить до складу Базгієвської сільської ради.
Населення — 267 осіб (2010; 313 у 2002).
Національний склад:
- башкири — 59 %
- татари — 40 %